# Saskatoon Quakers
Saskatoon Quakers byl profesionální (dříve amatérský) kanadský klub ledního hokeje, který sídlil v Saskatoonu v provincii Saskatchewan. Na mistrovství světa v ledním hokeji v roce 1934 v Itálii reprezentoval kanadský výběr. Na tomto turnaji se kanadský tým umístil na prvním místě, což znamenalo zisk zlatých medailí (Kanada jej tehdy získala po roční pauze).

## Úspěchy
- Mistrovství světa v ledním hokeji ( 1× )
  - 1934

## Přehled ligové účasti
Zdroj: 
- 1938–1942: Saskatchewan Senior Hockey League
- 1946–1947: Saskatchewan Junior Hockey League
- 1947–1951: Western Canada Senior Hockey League
- 1951–1952: Pacific Coast Hockey League
- 1952–1956: Western Hockey League
- 1958–1959: Western Hockey League
- 1959–1965: Saskatchewan Senior Hockey League
- 1965–1971: Western Canada Senior Hockey League
- 1971–1972: Prairie Hockey League

## Soupiska medailistů z MS 1934
Brankář: Cooney Woods.

Obránci: Ronald Silver, Harold Wilson, Elmer Piper.

Útočníci: Leslie Bird, Thomas Dewar, James Dewey, Clifford Lake, Albert Rogers, Bert Scharfe, Ray Watkins, Albert Welsh.

Trenér: Johnny Walker.